# Hapträsket
Hapträsket är en sjö i Bodens kommun i Norrbotten och ingår i Luleälvens huvudavrinningsområde. Sjön har en area på 0,0922 kvadratkilometer och ligger 148,5 meter över havet. Sjön avvattnas av vattendraget Kvarnbäcken.

## Delavrinningsområde
Hapträsket ingår i det delavrinningsområde (733786-174503) som SMHI kallar för Utloppet av Hapträsket. Medelhöjden är 205 meter över havet och ytan är 11,49 kvadratkilometer. Det finns inga avrinningsområden uppströms utan avrinningsområdet är högsta punkten. Kvarnbäcken som avvattnar avrinningsområdet har biflödesordning 2, vilket innebär att vattnet flödar genom totalt 2 vattendrag innan det når havet efter 76 kilometer. Avrinningsområdet består mestadels av skog (91 procent). Avrinningsområdet har 0,44 kvadratkilometer vattenytor vilket ger det en sjöprocent på 3,8 procent.